# نحل العسل الإفريقي
نحل العسل الإفريقي، المعروف بالعامية باسم «النحل القاتل» عبارة عن أنواع هجينة من أنواع نحل العسل الغربي، (Apis mellifera)، والذي نجم في البداية من خلال تهجين نحل العسل الإفريقي A. m. scutellata مع نحل عسل أوروبي متنوع مثل A. m. ligustica والنحل الأيبيري A. m. iberiensis ونحل العسل الهجين أكثر عدوانية من أي من الأنواع الأوروبية الفرعية المتنوعة. وتمتلك الأسراب الصغيرة للنحل الإفريقي القدرة على التغلب على خلايا نحل العسل الأوروبي من خلال الهجوم على الخلايا وتنصيب الملكة الخاصة بهم بعد قتل الملكة الأوروبية.

## نشأة النحل الافريقى القاتل[2]
نشأة النحل الافريقى القاتل أو ما يطلق عليه (بالإنجليزية: africanized bees)‏ كانت عام 1956، عندما جلب عالم برازيلى يدعى «ريو كلارو» بعضاً من النحل الافريقى لأجل العمل عليه والحصول على سلالة أكثر انتاجية للعسل، لكنه لم يستطع السيطرة على كل النحل، فقد هرب البعض وتكاثر مع نحل أوروبى في البرية، وبالطبع النتيجة كانت «النحل الافريقى القاتل»

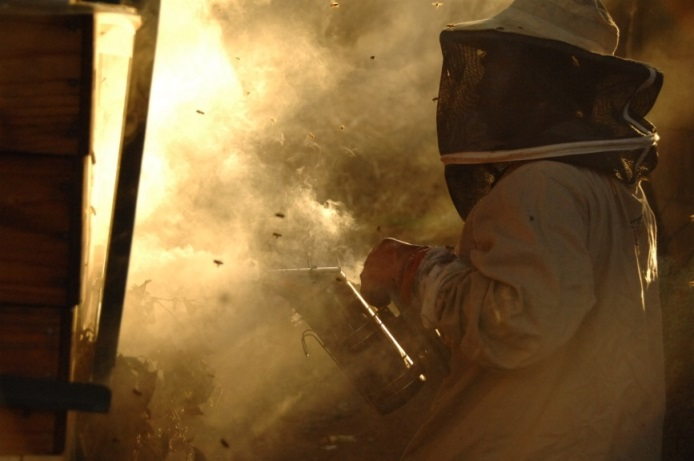

هذا النحل ليس أكثر سمية من النحل العادى كما يعتقد البعض، هو فقط شرس عندما يتعلق الأمر بالدفاع عن مستعمرته، يهاجم المعتدى بأعداد كبيرة وبمزيد من اللدغات، كما يقال أن 1000 لدغة منه قادرة على قتل رجل بالغ، شراسة هذا النحل تكمن فقط عند دفاعه عن الخلية، أما من يخرج منهم إلى الحقول للحصول على طعام فلا يهاجم البشر.

### كتابات أخرى
- Collet T., Ferreira K.M., Arias M.C., Soares A.E.E., Del Lama M.A. (2006). "Genetic structure of African honeybee populations (Apis mellifera L.) from Brazil and Uruguay viewed through mitochondrial DNA COI–COII patterns". Heredity. ج. 97: 329–335. DOI:10.1038/sj.hdy.6800875.{{استشهاد بدورية محكمة}}:  صيانة الاستشهاد: أسماء متعددة: قائمة المؤلفين (link)
- Smith D.R., Taylor O.R., Brown W.M. (1989). "Neotropical African honey bees have African mitochondrial DNA". Nature. ج. 339: 213–215.{{استشهاد بدورية محكمة}}:  صيانة الاستشهاد: أسماء متعددة: قائمة المؤلفين (link)

### وصلات خارجية
- Africanized Bee Fact Sheet includes information on biology, habits, habitat and prevention tips
- U.S. Department of the Interior, Biological Resources Discipline
- African BEES: They are here to stay. See how these bees spread to Florida.
- African honey bee on the UF / IFAS Featured Creatures Web site
- Species Profile- Africanized Honeybee (Apis mellifera scutellata Lepeletier), National Invasive Species Information Center, United States National Agricultural Library. Lists general information and resources for Africanized Honeybee.
- الفيلم القصير Africanized Bee Alert (1985) متوفر للتحميل من موقع أرشيف الإنترنت [المزيد]